# Suzuki
|  | «Suzuki» redirigeix aquí. Vegeu-ne altres significats a «Suzuki (desambiguació)». |

Suzuki Motor Corporation Suzuki Kabushikigaisha (スズキ株式会社) o simplement, Suzuki (TYO 7269), és una multinacional japonesa que es dedica a la fabricació d'automòbils (especialment tot-terrenys i compactes), una gamma completa de motocicletes de tota mena i una gran varietat de productes equipats amb petits motors de combustió.
Suzuki va ser fundada l'any 1909 a la localitat de Hamamatsu, Japó, per Michio Suzuki.

## Història
La companyia va néixer el 1908 dedicada a la fabricació de telers amb el nom de Suzuki Loom Works, però el 1951 el mercat del cotó s'ensorra, l'empresa estudia passar a produir nous productes i decideix rellançar la fabricació d'automòbils, que havia començat el 1931. Abans, però, va començar per les dues rodes: el 1952 va llançar una bicicleta motoritzada que estava equipada amb un motor de dos temps i 36 cc, arribant a fabricar-ne aquell mateix any 6.000 unitats. Aquesta bicicleta va fer-se tan popular, que l'any 1954 va fer-se'n un segon model. Aquell mateix any, l'empresa es va canviar el nom per Suzuki Motor Corporation.

### Automòbils

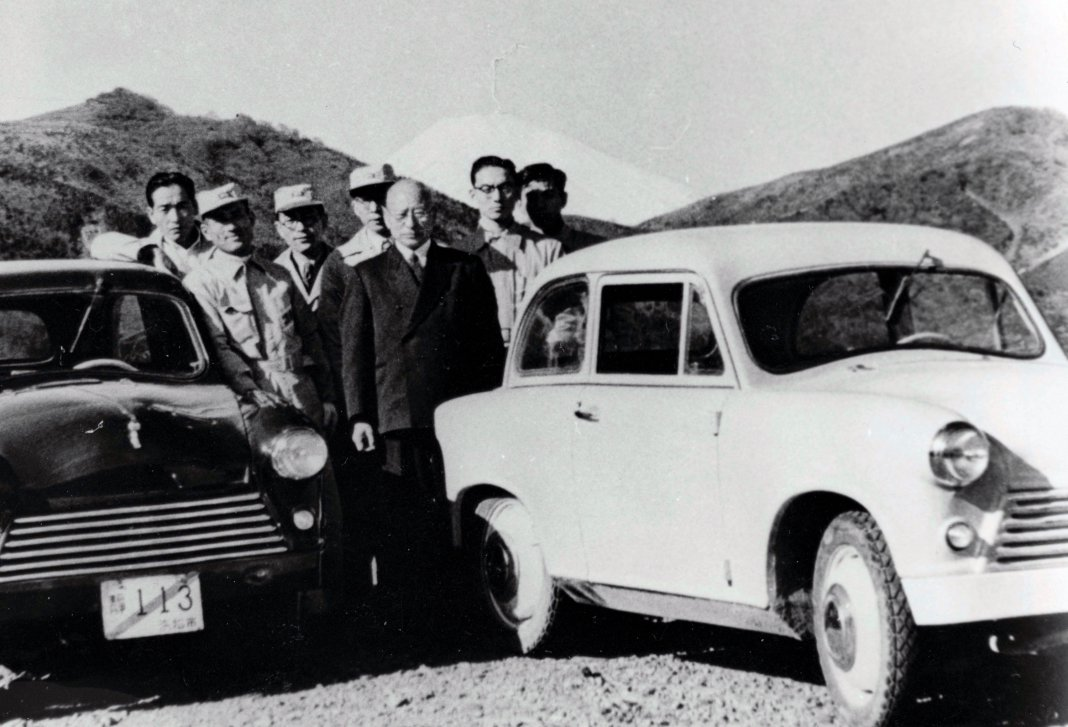
Al mig, amb vestit fosc, Michio Suzuki el 1954

A l'octubre de 1955 Suzuki va presentar el seu primer cotxe fabricat en sèrie, el Suzulight, amb un motor de 2 cilindres, 2 temps i 360cc, que va ser molt ben acollit al Japó. El 1961 es va introduir el Carry Suzulight, que va ser la primera de moltes furgonetes de la marca. En la dècada del 1970 els models Fronte i Jimny van fer possible augmentar les exportacions.
El 1981 Suzuki arriba a un acord amb General Motors per a satisfer la creixent demanda de cotxes petits. Amb l'ajuda d'Isuzu, el model "Sprint" de Chevrolet (anomenat "Suzuki Cultus" al Japó) s'introdueix als Estats Units alhora que l'empresa inicia una sèrie d'aliances amb altres fabricants d'automòbils. El 1985, el model "samurai" és el primer cotxe als Estats Units, llançat sota la marca Suzuki. El 1995, la producció total de Suzuki va arribar a més de 975.000 cotxes. No obstant això, la seva major producció de vehicles continua centrada al Japó i a l'Índia, amb Maruti Udyog.
Actualment Suzuki ha llançat vehicles amb dissenys avantguardistes i moderns com ara el Suzuki Kizashi, Suzuki Vitara (que s'ha establert com un dels tot-terrenys més fiables, sofisticats i coneguts del mercat) i Suzuki Swift. Aquest últim ha estat un èxit des dels seus inicis, però sobretot des de la generació llançada el 2004, ja que va ser un referent en disseny i característiques. A l'Índia, ha tingut un gran èxit amb els seus models Maruti i Alto, que l'han ajudat a convertir-se en una de les companyies més grans del món.
El 15 gener 2010 el grup Volkswagen va completar la compra del 19,9% d'accions de Suzuki Motor Corporation, convertint-se en el major accionista de la companyia.
Pel que fa al seu país d'origen, Suzuki encara hi manté una forta presència, ja que el Suzuki Wagon R ha estat uns quants anys el cotxe més venut al Japó.

#### Suzuki a l'estranger

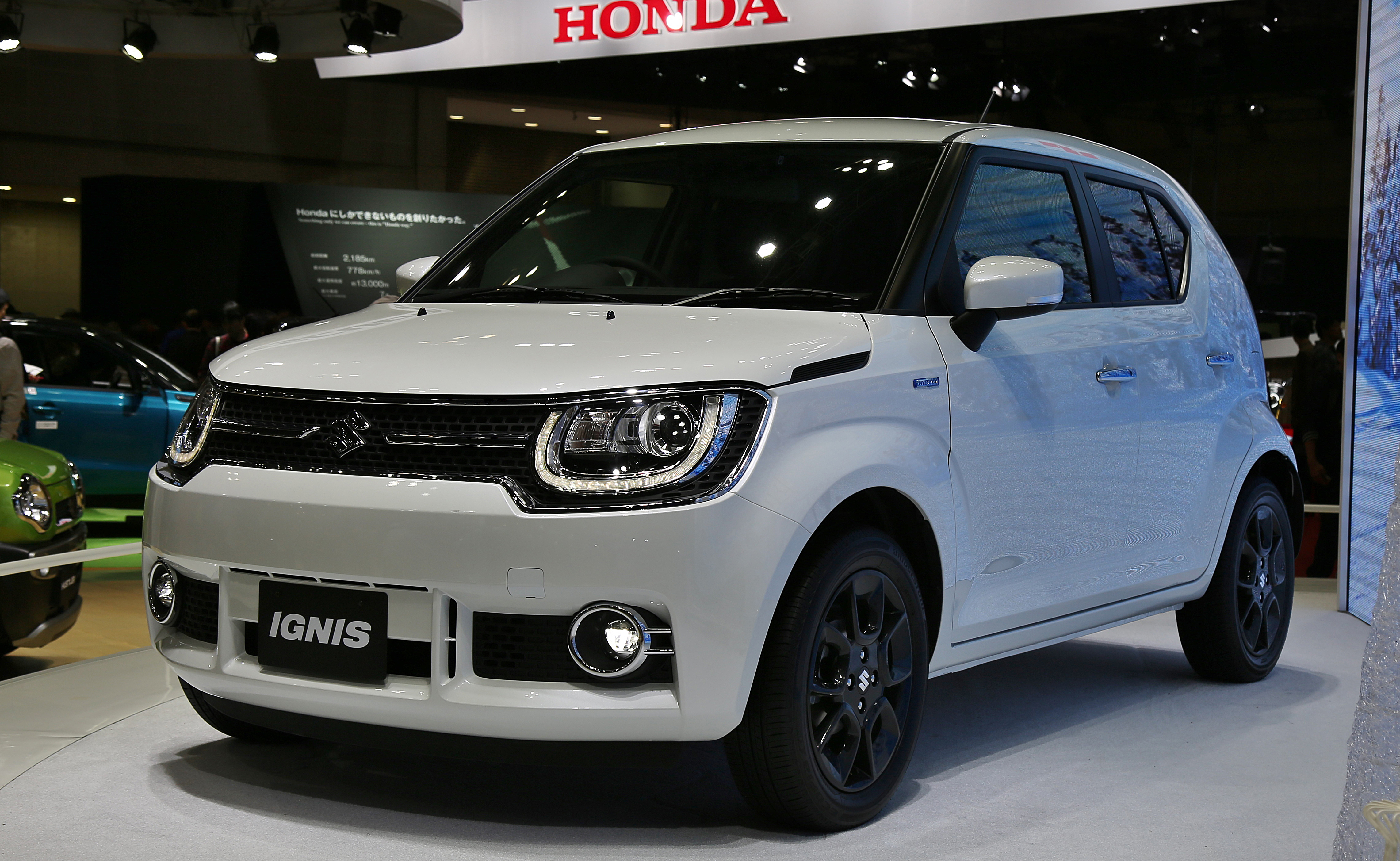
El Suzuki Ignis del 2015

El 1987, Suzuki exporta els seus models als Estats Units sota la marca de la fàbrica Geo, creada per GM per a competir amb altres marques estrangeres. Suzuki ven oficialment a Nord-amèrica i GM ven els Geo Metro (Swift) i Tracker (Sidekick/Vitara/Escudo/Nomade) a la xarxa de concessionaris Chevrolet. El 1998, Chevrolet absorbeix Geo, així que el Metro i el Tracker es venen sota la marca Chevrolet.
Als països andins (Bolívia, Colòmbia, Equador i el Perú) Suzuki va fabricar i vendre com a Chevrolet a través de GM Colmotores (Colòmbia) els Sprint (Forsa/Harmonicus), Swift (3/5 portes HB i Sedan de 4 portes), Esteem (Sedan i SW), Samurai (Hard Top, Soft Top i Long Body Soft Top), Jimny (Hard Top), Vitara i Grand Vitara (3/5 portes, fins al 2006). El 2007, la tercera generació de 5 portes va començar a ser venuda com a Suzuki, mentre que la de 3 portes que es ven a Colòmbia és la segona generació i segueix essent Chevrolet. Hi ha també GM Equador (Vitara 3/5 portes Hard Top, fins i tot XL7, Grand Vitara 3/5 portes Hard Top) i Veneçuela (Swift Sedan). Les diferències amb les versions japoneses eren visibles en el cas del Samurai.
A Europa, Suzuki va fer el Subaru Justy i el G3X Justy, que era una versió del Suzuki Swift més recent, del Suzuki Ignis. La major part dels cotxes petits de Mazda (i Autozam) són fabricats per Suzuki, igual que el Nissan Moco.
Particularment a Oceania es coneixia Suzuki Samurai/Serra com a Holden Drover entre 1985 i 1987. Els Chevrolet Cruze i Holden Cruze també van ser produïts a les plantes de Suzuki, igual que l'Ignis però amb carrosseria Holden. El Geo i Chevrolet Tracker eren el Suzuki Vitara amb un nom diferent.

### Motocicletes

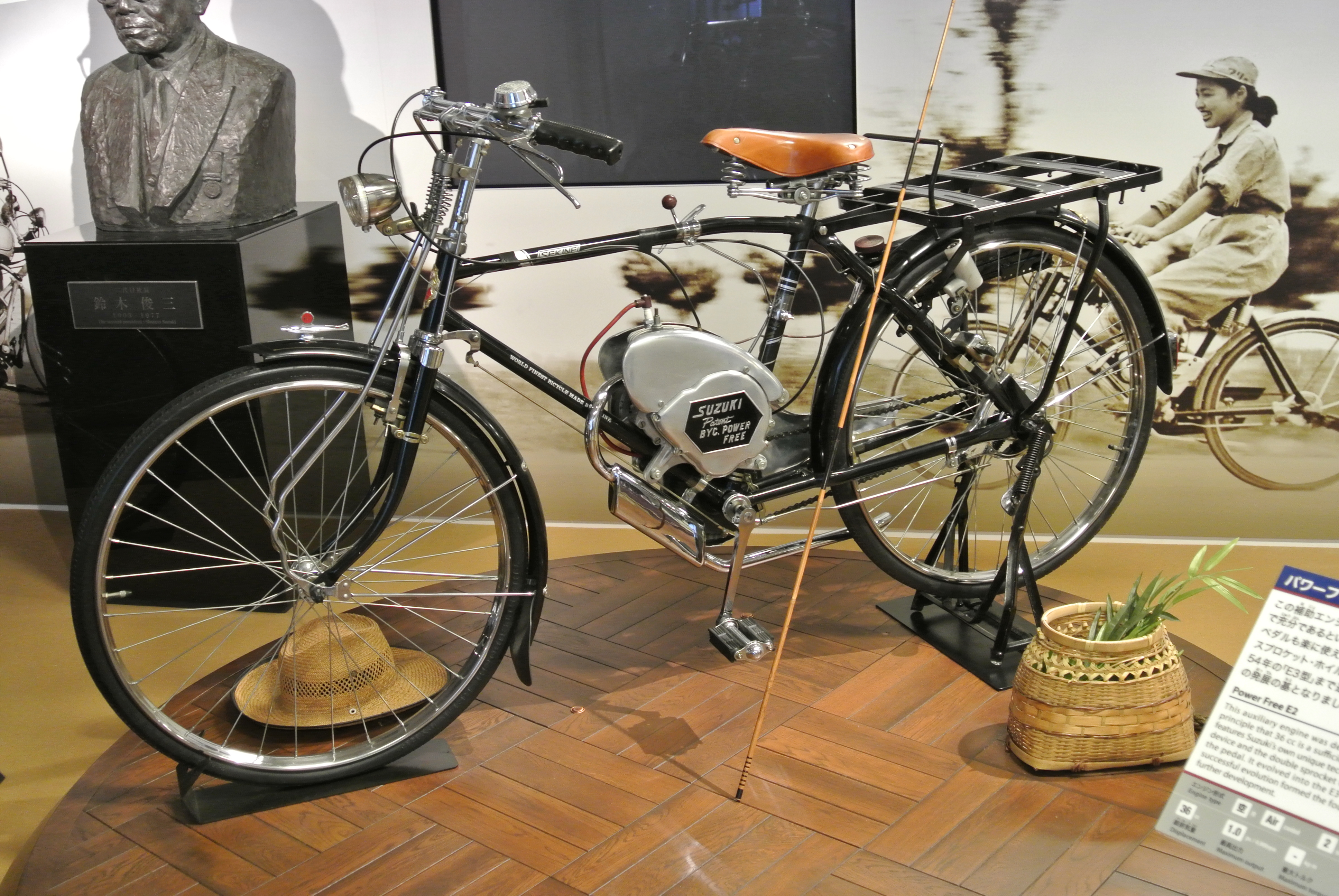
La Suzuki Power Free de 1952

Tot i la importància de la branca del negoci d'automòbils, les motocicletes són probablement els productes més coneguts de Suzuki. El 1952 en va llançar el seu primer model, la "Power Free", que era bàsicament una bicicleta motoritzada, propulsada per un petit motor de dos temps de 36 cc i amb transmissió per corretja. Gràcies a aquest vehicle i la gamma que se'n derivà, Suzuki es va fer un nom en l'escena comercial i esportiva. Tot just dos anys després, el 1954, la firma va prendre el nom de Suzuki Motors i va presentar el seu petit automòbil "Suzulight".
El 1955, Suzuki va comercialitzar la seva primera motocicleta real: la "Colleda", propulsada per un motor monocilíndric de 90 cc. El 1956 aparegué la Colleda TT, amb motor bicilíndric de 250 cc. El 1961 van arribar a Europa les primeres Suzuki. El 1962, l'èxit del Suzulight (2.565 unitats fabricades) va fer que Suzuki obrís fàbriques a diverses ciutats japoneses i diversifiqués la seva producció per fabricar no només motocicletes i automòbils, sinó també vehicles utilitaris, motors de vaixells i fins i tot cases prefabricades.
El 1965, Suzuki va presentar la famosa T20, una motocicleta amb motor bicilíndric de 250 cc molt potent per a l'època. El 1972 va llançar la GT 380, una tricilíndrica de 380 cc (n'hi havia una versió de cilindrada més gran, la GT 550) amb refrigeració per aire millorada per una pala especial anomenada Ram Air System, seguida el 1973 pel llançament de la Suzuki GT 750, una moto de gran turisme amb motor tricilíndric de 750 cc.

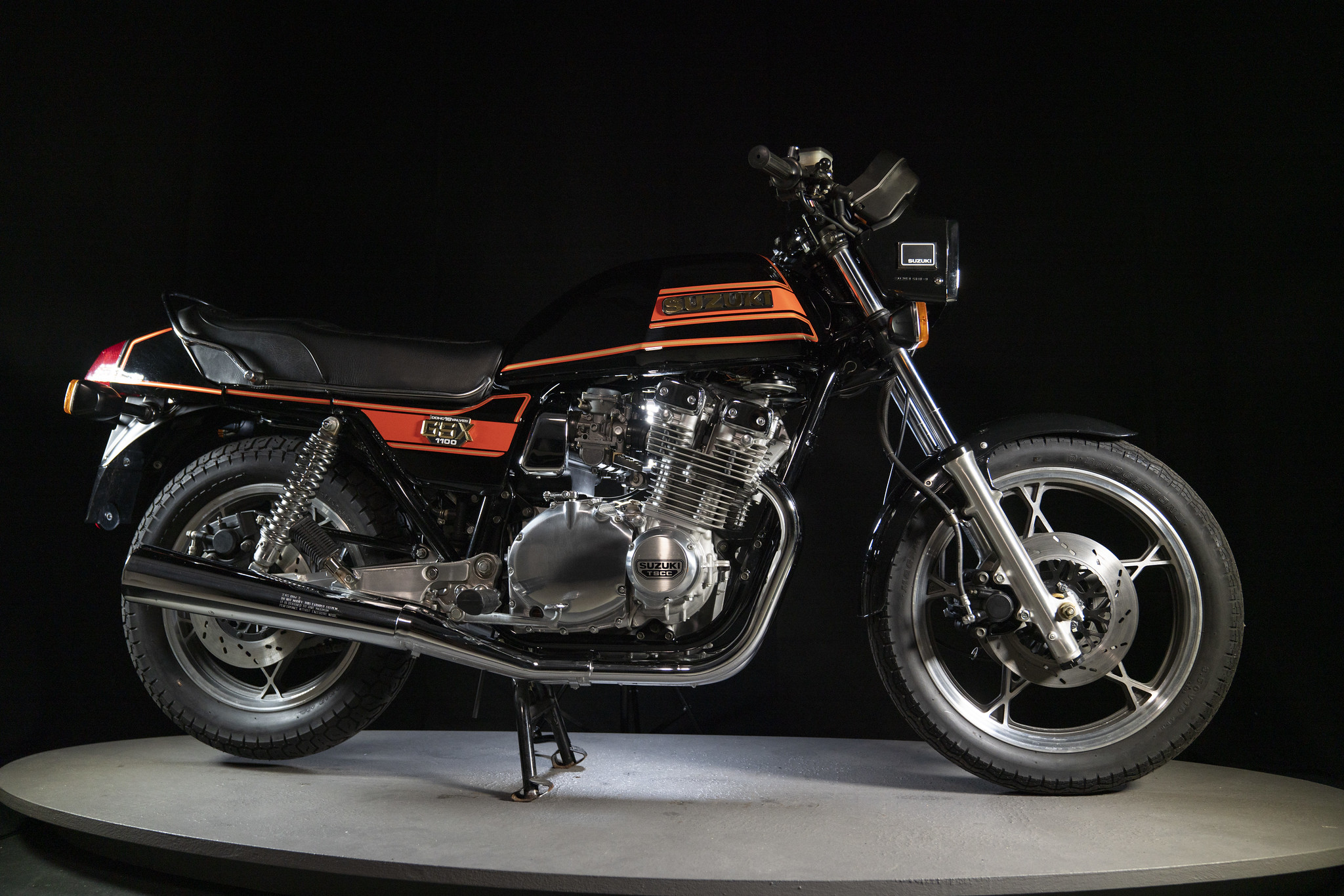
La Suzuki GSX 1100 de 1981

Després de la crisi del petroli i de les noves mesures anticontaminació aplicades als Estats Units, Suzuki va haver de canviar la seva gamma de motocicletes per passar a fabricar models equipats amb motors de quatre temps i el 1974 va llançar la Suzuki RE-5, una motocicleta revolucionària amb motor de 497 cc de pistons rotatius amb llicència Wankel, adquirida a començaments dels anys 70. Va ser una experiència fallida i l'empresa tingué dificultats per a recuperar-se'n, ja que va perjudicar considerablement les seves finances. Per tal de compensar la situació, Suzuki va llançar diversos models de la gamma GS: la GS 750 (1976), la GS 550 (1977), la GS 1000 (1978) i la nova versió GS 1000S (1979). El 1980 aparegué la GS 1000G amb transmissió per cardan, la GS 400 i la GSX 1100, que substituí la GS 1000S. La gamma GS fou un èxit comercial que permeté rescatar les arques de la companyia.
El 1983, Suzuki llançà la RG 250 bicilíndrica, la primera motocicleta de producció equipada amb bastidor d'alumini, així com el primer quad de producció, el QuadRunner 125. El 1985 van aparèixer dues motocicletes revolucionàries: la GSX-R 750 i la RG 500 Gamma. Per primera vegada, els motoristes podien tenir accés a rèpliques directes de les unitats de competició de la marca.
El 1987, Suzuki va llançar la trail DR 800, la motocicleta de producció amb el motor monocilíndric més gran del món (800 cc). El 1989 van aparèixer les següents motos d'èxit: la GS 500E i la GSF 400 Bandit. La GSF 600 Bandit de 1995 va ser també un èxit per a la firma a tot el món.

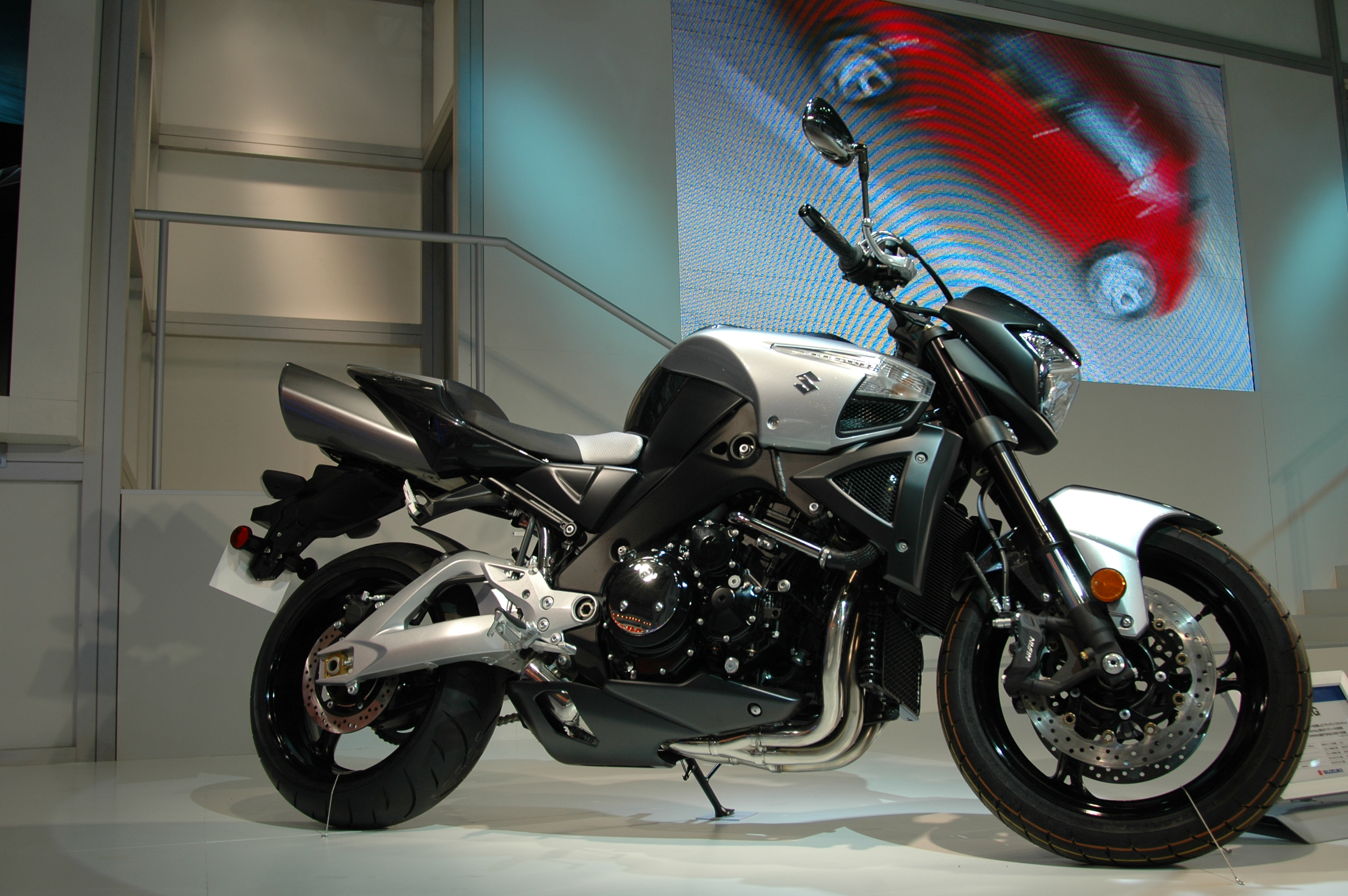
La Suzuki B-King del 2007

El 1999, Suzuki va llançar la GSX 1300R Hayabusa, la primera motocicleta de producció el carenat de la qual havia estat modelat després d'estudis diversos al túnel de vent i dissenyat per arribar a més de 300 km/h. Aquest model aconseguí un gran ressò als mitjans quan es va presentar el 1998. De fet, fou la primera moto de producció que aconseguia una velocitat màxima de més de 300 km/h (la fàbrica anunciava 312 km/h a 13.000 rpm).
El 2009 es va crear Chongqing Haojue Suzuki Motorcycle, una empresa co-creada per Suzuki amb un soci xinès, Chongqing Haojue Industrial.
El 2013, la companyia emprengué una reestructuració en profunditat i se centrà més en els mercats emergents dels quals es beneficiava (Suzuki és notablement el líder ampli del mercat indi a través de la seva filial Maruti Suzuki). La culminació d'aquesta reflexió donà lloc a productes dissenyats de forma global, com ara el model de motocicleta GW 250 Inazuma, inspirat en la Suzuki B-King.

#### Competició
Suzuki va començar a destacar als Grans Premis de motociclisme a partir de la dècada del 1960. Un factor important del seu èxit va ser el pilot de l'antiga RDA Ernst Degner, qui va desertar a l'Europa Occidental el 1961 enduent-se l'experiència en motors de dos temps del fabricant de l'Alemanya Oriental MZ. Els secrets que Degner s'enduia eren obra de Walter Kaaden, un aclamat enginyer que va combinar tres tecnologies crucials per primera vegada a la història de la motocicleta: el port d'impuls (boost port), la cambra d'expansió i la vàlvula rotativa.

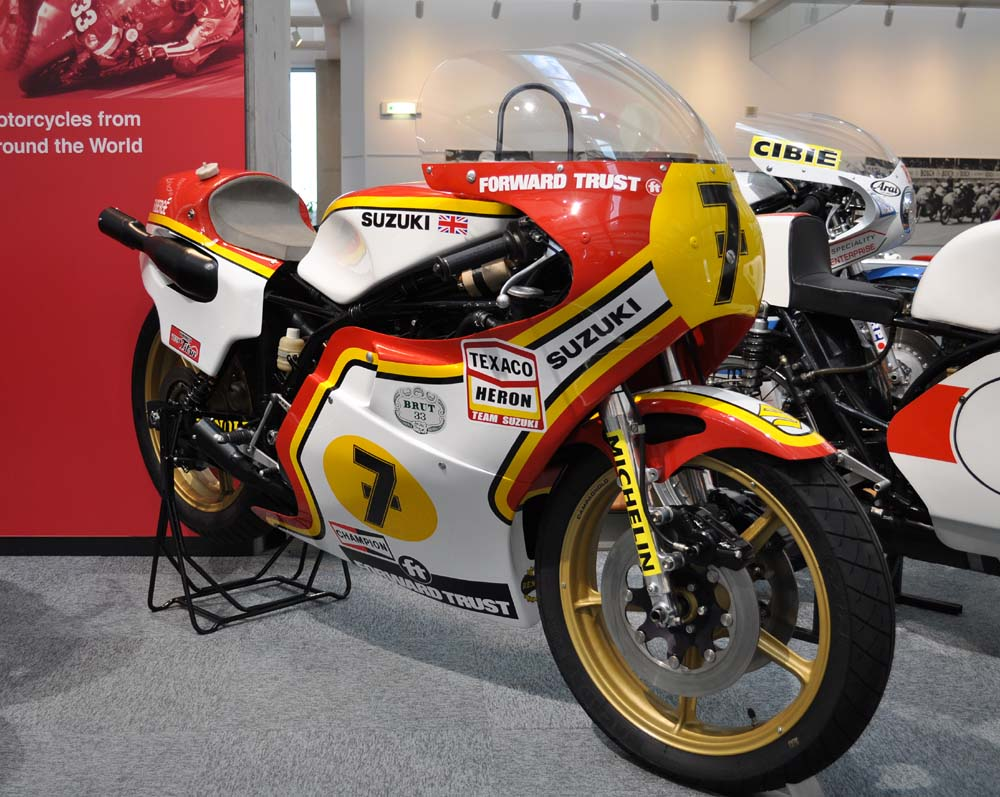
La Suzuki RG500 que pilotà Barry Sheene el 1977

Suzuki va contractar a Degner i va guanyar el mundial de motociclisme de 50cc la temporada de 1962. El 1964, l'empresa va llançar un model de 50cc bicilíndric de dos temps amb distribuïdors rotatius, caixa de canvis de 14 velocitats i refrigeració líquida. Aquesta màquina fou molt reeixida i va estar guanyant el títol mundial de manera quasi ininterrompuda fins al 1968. El 1967, la firma va llançar una 125cc de quatre cilindres que emprava la mateixa tècnica que la de 50cc. De fet, Suzuki aconseguí també diversos títols mundials de 125cc en aquella època.
Fou a mitjan dècada del 1970 quan van aparèixer les potents RG500 que dominaren la categoria "reina" del mundial de motociclisme, els 500cc. Al llarg de la seva història, nombrosos pilots guanyaren aquest títol amb Suzuki: Barry Sheene, Marco Lucchinelli, Franco Uncini, Kevin Schwantz i Kenny Roberts Jr. En esdevenir MotoGP l'antiga categoria dels 500cc, Suzuki va perdre-hi protagonisme, tot i que va seguir participant-hi amb motos i pilots altament competitius. En tots aquests anys, però, Suzuki només ha guanyat un sol mundial de MotoGP: el de 2020, amb el mallorquí Joan Mir de pilot.
Al Campionat del Món de Superbike, l'australià Troy Corser va guanyar el títol amb una Suzuki GSX-R 1000 el 2005. Actualment, Suzuki també està destacant al Campionat del Món de resistència. L'equip oficial es va anomenar inicialment "Suzuki Endurance Racing Team" (SERT), un nom que es va canviar el 2019 per "Sarthe Endurance Racing Team" en crear-se una nova entitat que reuneix Yoshimura, SERT i Motul.
Pel que fa al fora d'asfalt, Suzuki hi ha mantingut una reeixida activitat ja des de finals la dècada del 1960, especialment en motocròs. El 1968, la firma va fitxar Olle Pettersson com a pilot de proves i desenvolupador del seu nou model de 250cc. Poc després, l'empresa va fitxar Joël Robert i Sylvain Geboers com a principals pilots per a competir al mundial de motocròs de 250cc i l'èxit va ser immediat: Robert va guanyar tres campionats seguits amb la groga Suzuki entre el 1970 i el 1972, convertint així a Suzuki en el primer fabricant japonès a guanyar un campionat del món de motocròs. Al mateix temps, un altre belga aconseguia per a Suzuki cinc títols mundials a la categoria "reina" del motocròs de l'època, els 500cc: Roger De Coster, qui ha passat a la història com al pilot de motocròs més carismàtic de tots els temps. A data de 2022, Suzuki havia guanyat 30 campionats del món. A banda, la marca japonesa ha aconseguit nombrosos títols al campionat AMA de motocròs.

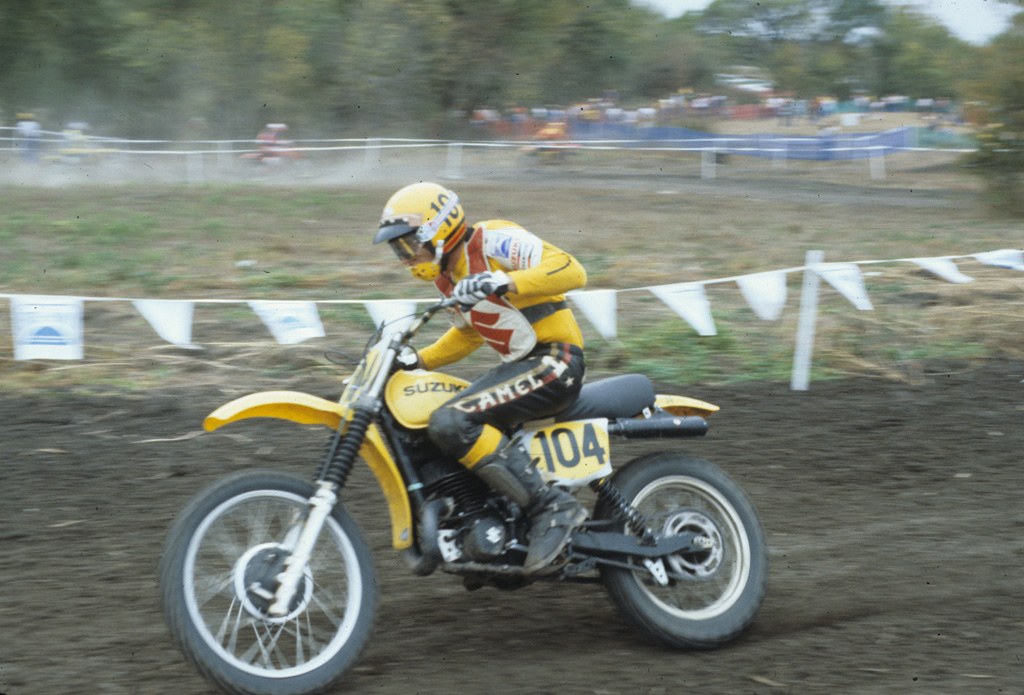
Roger De Coster amb la Suzuki 500 a la Trans-AMA de 1977

També durant una curta etapa, Suzuki va provar sort en la modalitat del trial, tot i que sense èxit. El 1974, la marca va fitxar l'anglès Gordon Farley amb l'encàrrec de desenvolupar una nova moto de trial de dos temps. Farley es va desplaçar al Japó i a finals d'any es va llançar el producte de la seva feina, la Suzuki RL 250 Exacta. Aquesta moto i els seus derivats van competir durant anys al Campionat del Món de trial a mans de pilots com ara Nigel Birkett, John Reynolds i Malcolm Rathmell, per bé que sense cap resultat remarcable. Suzuki va abandonar definitivament el trial a començaments de la dècada del 1980.
El maig de 2022, quan l'empresa acabava de signar una renovació del contracte amb el mundial de MotoGP fins al 2026, Suzuki va anunciar la seva retirada anticipada del campionat (i de totes les altres competicions) a finals d'aquell any, 2022, per manca de finançament i per un necessari desplaçament dels recursos destinats a la competició vers l'automòbil i la seva electrificació.

## Producció

### Automòbils
| - APV/Carry - Aerio/Liana - Baleno/Esteem/Cultus Crescent - Cultus/Swift/Forsa - Escudo/Vitara/Sidekick - Grand Vitara - Ignis - Jimny/Jimny Sierra - S-Cross Concept - SX4 - SJ-Series/Samurai/Sierra/Santana - X-90 - XL-7 | Models per al mercat americà - Forenza - Fun - Reno - Verona | Automòbils Kei - Alto/Alto Works - Alto Lapin/Lapin SS - Cappuccino - Carry/Every - Cervo/Cervo Mode/SC100/Whizzkid - Fronte - Jimny - Kei/Kei Works | - LJ-Series - Mazda AZ-1 "Cara" - MightyBoy - MR Wagon - SJ-Series - Supercarry - Twin - Wagon R |

### Motocicletes
Suzuki ha comercialitzat nombrosos models, entre ells aquests:
| Escúter - Burgman 125 - Burgman 200 - Burgman 400 / ABS - Burgman 650 - Burgman 650 Executive - Sixteen 125 | Carretera - Bandit 600 - Bandit 650 / ABS - Bandit 650S / ABS - GSR 750 / ABS - GSX-S 750 - GSX 1250FA - Katana - GSX 650F / ABS - Gladius 650 / ABS - Inazuma - Van Van 125 | Sport - GSX-R 600 - GSX-R 750 - GSX-R 1000 - Hayabusa 1300 | Cruiser - Intruder C8000B - Intruder C1500T - Intruder M800 - Intruder C800 - Intruder M1800R Trail Sport Turisme - V-Strom 250 - V-Storm 650 ABS - V-Storm 1000 | Motocròs i enduro - RM85L - RMX 450Z - RM-Z 250 - RM-Z 450 ATV - KingQuad 500AXi |

## Galeria de productes

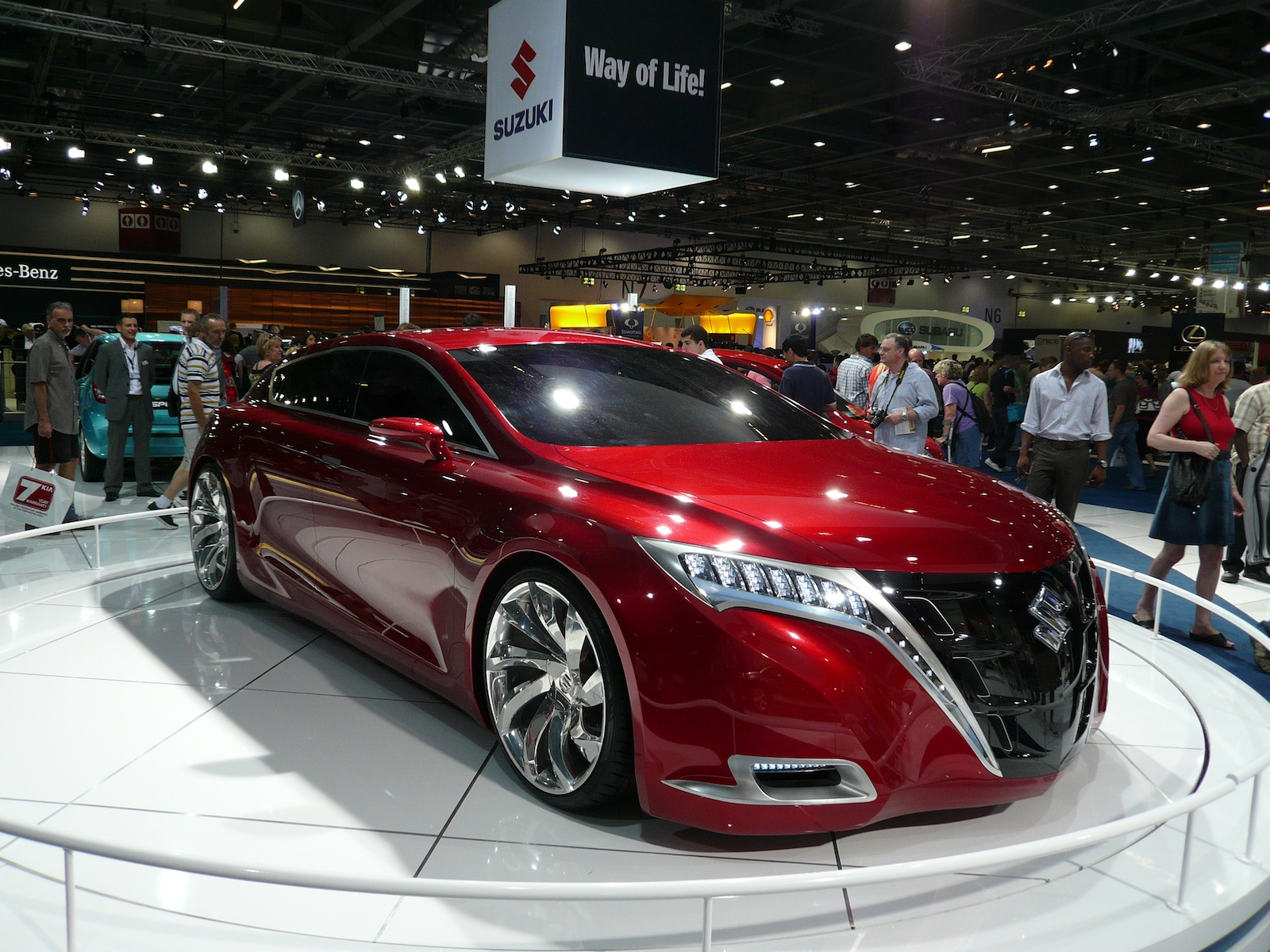
Suzuki Kizashi (2008)
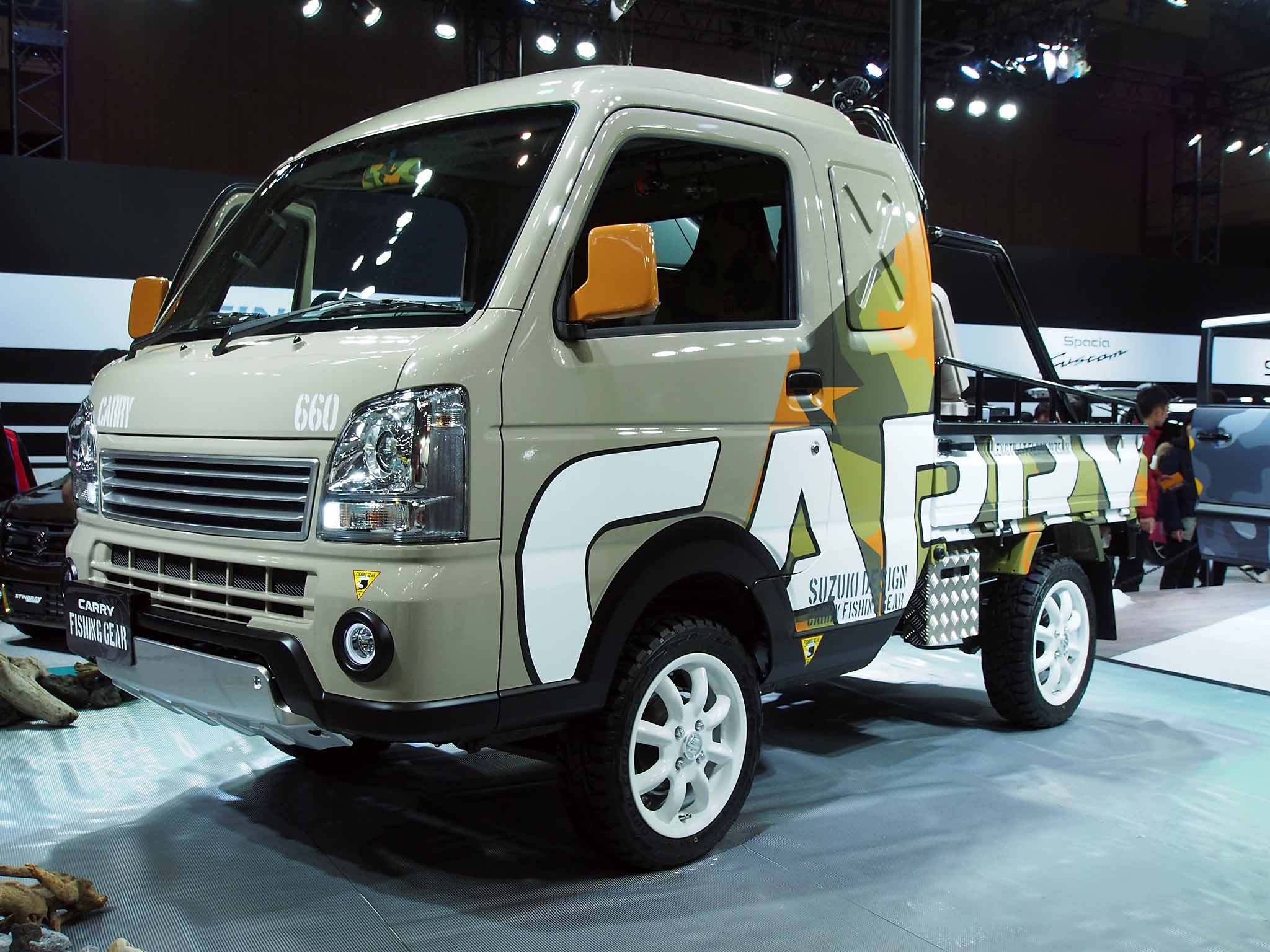
Suzuki Carry (2018)
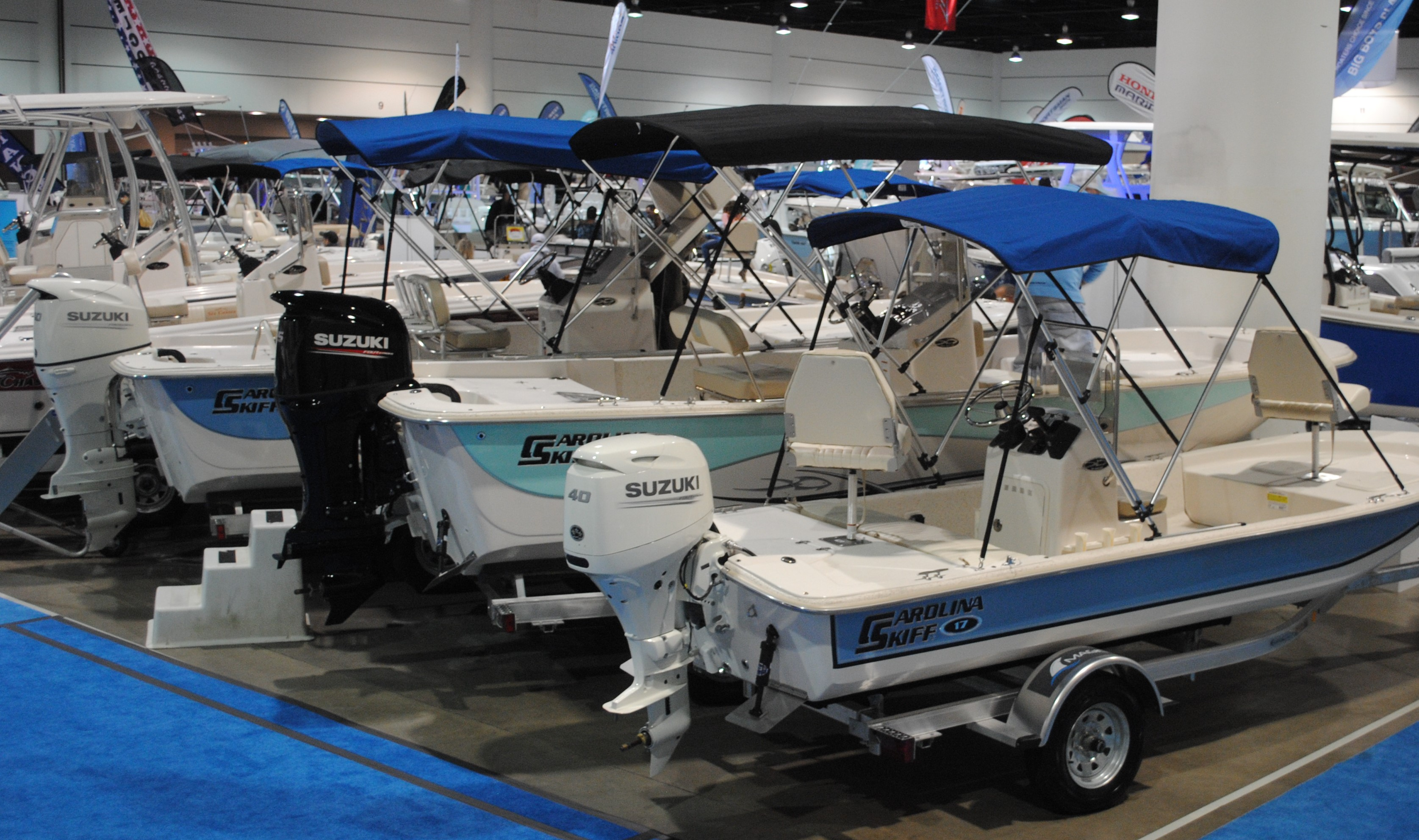
Forabords amb motor Suzuki DF40 (2019)
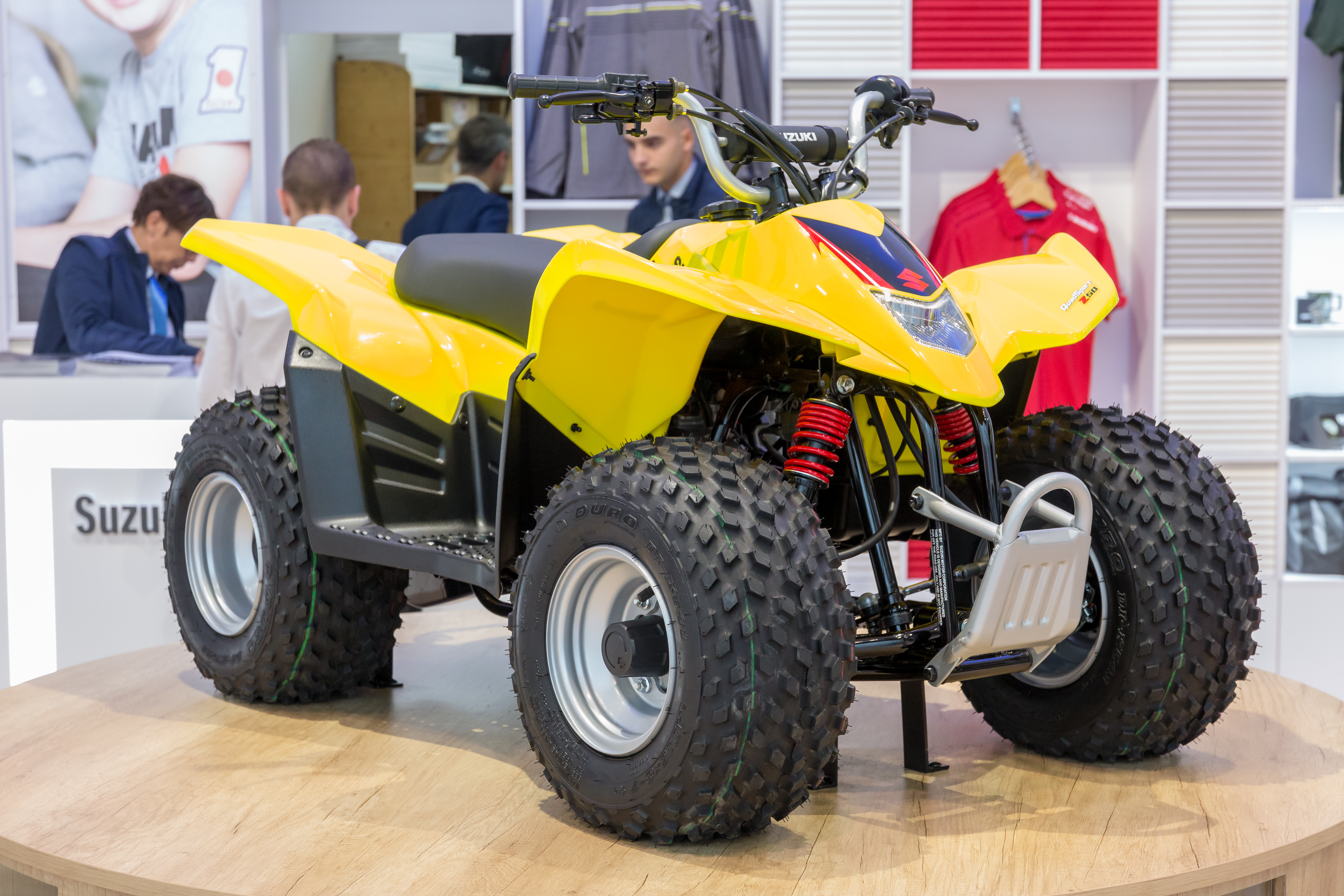
Suzuki QuadSport Z50 (2018)
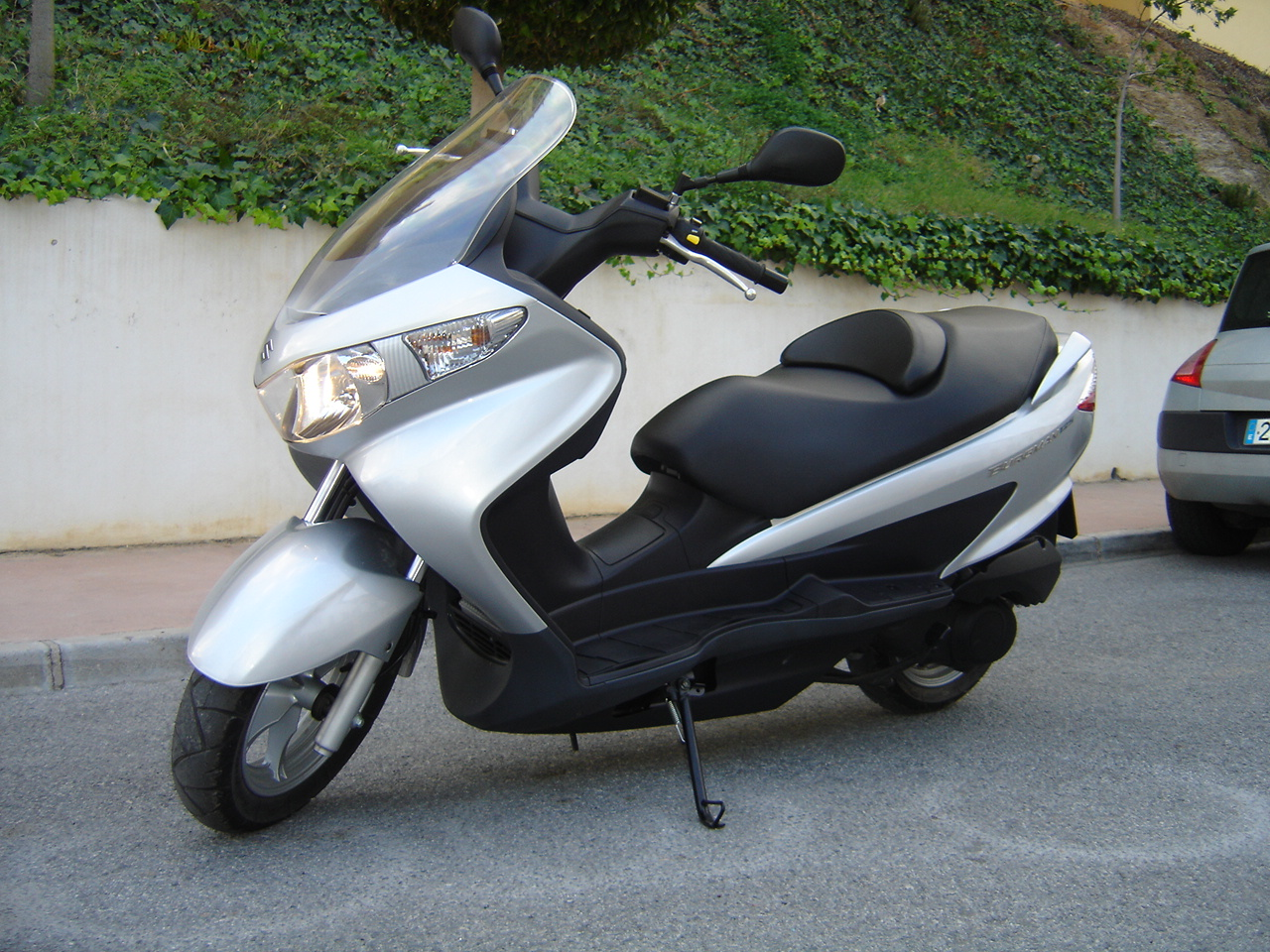
Suzuki Burgman 200 (2008)
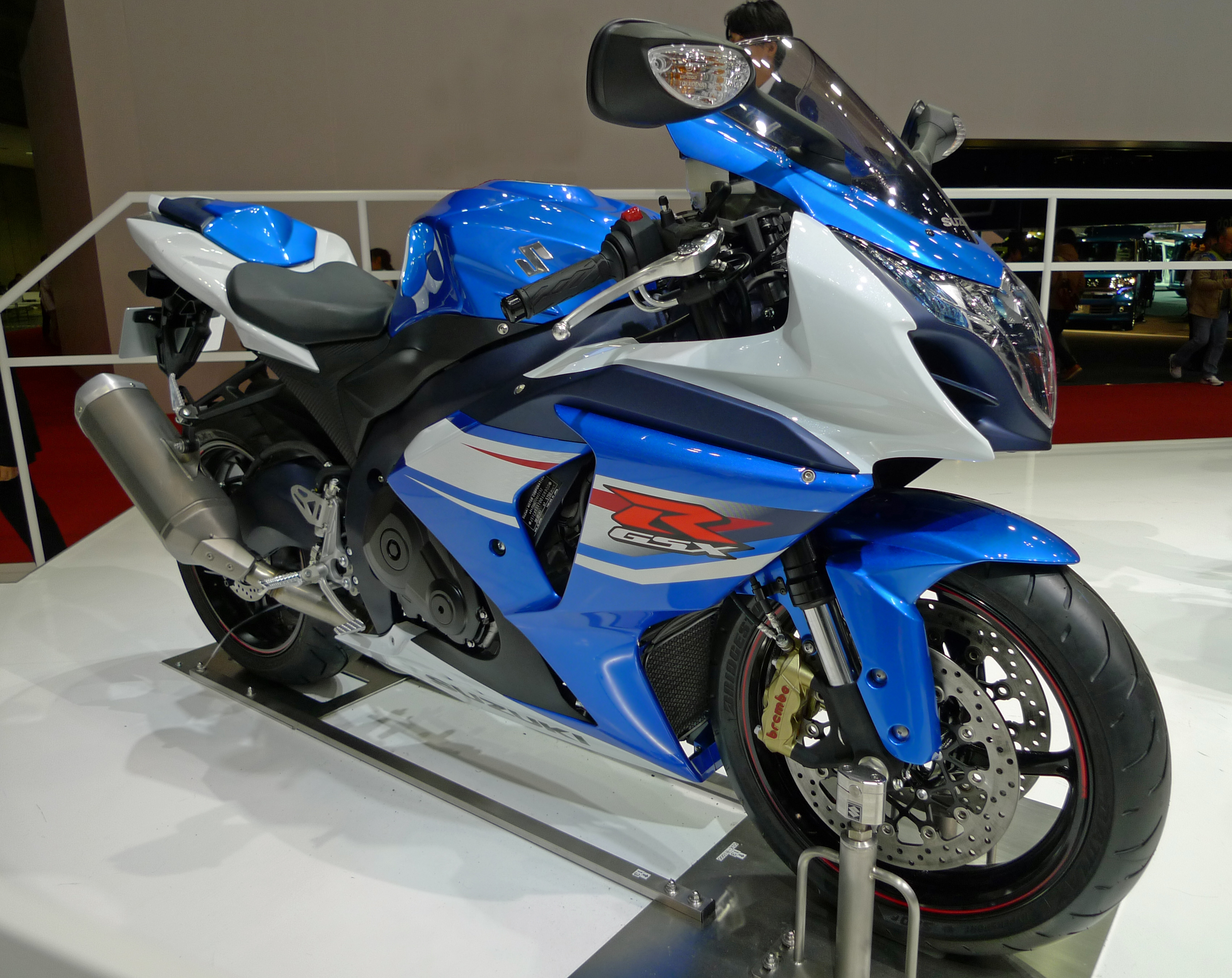
Suzuki GSX-R1000 (2011)